# Montlignon
Montlignon é uma comuna francesa na região administrativa da Ilha de França, no departamento do Vale do Oise. Estende-se por uma área de 2.84 km². Em 2010 a comuna tinha 3 038 habitantes (densidade: 1 069,7 hab./km²).